# Israel Rabin
Israel Abraham Rabin (hebräisch ישראל אברהם רבין, * 18. Oktober 1882 in Proskurow, Russisches Kaiserreich; † 18. September 1951 in Haifa) war ein deutscher Historiker.

## Leben
Israel Rabin besuchte Jeschiwot in Litauen, erhielt dort mit 17 Jahren die Lehrerlaubnis, besuchte das Gymnasium in Kaunas und wurde an der Universität Bern mit einer Dissertation über die Juden in Zülz promoviert. Er arbeitete kurze Zeit als Lehrer in der Schweiz und von 1909 bis 1911 am Esra-Lehrerseminar des Hilfsvereins der deutschen Juden in Jerusalem und war danach Leiter des Rabbiner-Seminars in Odessa. Bei Ausbruch des Ersten Weltkriegs hielt er sich in Deutschland auf und wurde als Feindlicher Ausländer interniert. Er blieb in Deutschland und galt als ausgewiesener Experte auf dem Gebiet der rabbinischen Literatur. Mit Unterstützung von Hermann Gunkel wurde er Lektor für Literatur und nachbiblisches Judentum am Orientalischen Seminar der Universität Gießen und an der Universität Frankfurt am Main. Rabin trat 1921 die Nachfolge von Markus Brann als Dozent für Geschichte, Bibelexegese, Talmud und hebräische Literatur am Jüdisch-Theologischen Seminar in Breslau (JTS) an und erhielt die deutsche Staatsbürgerschaft. 1934 wurde er Seminarrabbiner am JTS. Er war ein führendes Mitglied des Misrachi in Deutschland und war Delegierter bei Zionistenkongressen. 1931 wirkte er bei der Gründung der Brit Ivrit Olamit in Berlin mit.
Nach der Machtergreifung der Nationalsozialisten 1933 wurde Rabin die deutsche Staatsbürgerschaft aberkannt und entlassen. Er emigrierte unter den Bedingungen der deutschen Judenverfolgung 1935 mit seiner Familie nach Palästina. Dort fand er Arbeit als Grundschullehrer.
Israel Rabin war verheiratet mit Martel Wolodarsky (* 1980), ihr gemeinsamer Sohn Chaim Rabin (1915–1996) wurde Hebraist. Mit seiner zweiten Frau Else Hes (1889–1978) hatte er die Tochter Miriam Ben-Peretz (1927–2020), die Pädagogin wurde, und den Sohn Michael Oser Rabin (* 1931), der Informatiker wurde.

## Schriften (Auswahl)
- Die Juden in Zülz. Neustadt O.-S., 1926. Diss. Bern 1926
- Vom Rechtskampf der Juden in Schlesien (1582–1713). Breslau : Schatzky, 1927
- Die Emancipationsbestrebungen der schlesischen Juden um die Wende des 17. Jahrhunderts. Oppeln : Erdmann Raabe, 1929
- Jonas Fränckel. Breslau : Kuratorium der Kommerzienrat Fränckelschen Stiftungen, 1929
- Studien zur vormosaischen Gottesvorstellung / Abschn. 1. Untersuchung d. entwicklungsgeschichtl. Grundlagen. Breslau : M. & H. Marcus, 1929
- Aus Dyhernfurths jüdischer Vergangenheit. Breslau : W. Jacobsohn & Co. 1929
- Stoff und Idee in der jüdischen Geschichtsschreibung. Breslau : W. Jacobsohn & Co. 1930
- Beiträge zur Rechts- und Wirtschaftsgeschichte der Juden in Schlesien im 18. Jahrhundert. Heft I: Der rechtliche Zustand (1713–1740). 1932